# Sophia Skou
Sophia Skou (Kopenhagen, 1 december 1975) won in 1995 bij haar tweede internationale seniorentoernooi als zwemster een medaille: brons op de 200 meter vlinderslag. Was samen met landgenote Mette Jacobsen jarenlang de vaandeldraagster van het Deense zwemmen.

## Internationale erelijst

### 1993
Europese kampioenschappen langebaan (50 meter) in Sheffield:
- Veertiende op de 100 meter vlinderslag 1.03,28
- Zevende op de 4x100 meter wisselslag 4.15,78

### 1995
Europese kampioenschappen langebaan (50 meter) in Wenen:
- Derde op de 200 meter vlinderslag 2.13,31

### 1996
Olympische Spelen (langebaan) in Atlanta:
- Elfde op de 100 meter vlinderslag 1.00,95
- Negende op de 200 meter vlinderslag 2.12,41

### 1997
Europese kampioenschappen langebaan (50 meter) in Sevilla:
- Tiende op de 100 meter vlinderslag 1.01,44
- Negende op de 200 meter vlinderslag 2.13,48

### 1998
Europese kampioenschappen kortebaan (25 meter) in Sheffield:
- Eerste op de 200 meter vlinderslag 2.07,68

### 1999
Wereldkampioenschappen kortebaan (25 meter) in Hongkong:
- Twaalfde op de 50 meter vlinderslag 27,76
- Zesde op de 100 meter vlinderslag 59,17
- Derde op de 200 meter vlinderslag 2.08,29

Europese kampioenschappen langebaan (50 meter) in Istanboel:
- Vijfde op de 200 meter vlinderslag 2.12,48

Europese kampioenschappen kortebaan (25 meter) in Lissabon:
- Derde op de 100 meter vlinderslag 59,80
- Derde op de 200 meter vlinderslag 2.09,33

### 2000
Wereldkampioenschappen kortebaan (25 meter) in Athene:
- Vierde op de 200 meter vlinderslag 2.09,86

Europese kampioenschappen langebaan (50 meter) in Helsinki:
- Vierde op de 200 meter vlinderslag 2.11,98

Olympische Spelen (langebaan) in Sydney:
- Vijftiende op de 100 meter vlinderslag 59,89
- Veertiende op de 200 meter vlinderslag 2.11,07

### 2001
Wereldkampioenschappen langebaan (50 meter) in Fukuoka:
- 25ste op de 50 meter vlinderslag 28,42
- Negende op de 100 meter vlinderslag 1.00,15
- Elfde op de 200 meter vlinderslag 2.11,68
- Negende op de 4x100 meter wisselslag 4.08,69

Europese kampioenschappen kortebaan (25 meter) in Antwerpen:
- Achttiende op de 50 meter vlinderslag 28,05
- Zesde op de 100 meter vlinderslag 59,65
- Vierde op de 200 meter vlinderslag 2.08,18

### 2002
Wereldkampioenschappen kortebaan (25 meter) in Moskou:
- Zesde op de 200 meter vlinderslag 2.10,23
- Achtste op de 4x100 meter wisselslag 4.03,87
- Zesde op de 4x200 meter vrije slag 8.00,45

Europese kampioenschappen langebaan (50 meter) in Berlijn:
- Achtste op de 4x100 meter wisselslag 4.11,22
- Zesde op de 4x200 meter vrije slag 8.13,33

Europese kampioenschappen kortebaan (25 meter) in Riesa:
- Vierde op de 200 meter vlinderslag 2.08,80